# Mistrzostwa Trzech Narodów w Łyżwiarstwie Figurowym 2010
Mistrzostwa Trzech Narodów w Łyżwiarstwie Figurowym 2010 – zawody łyżwiarstwa figurowego dla reprezentantów trzech państw: Czech, Polski i Słowacji. Zawody rozgrywano od 18 do 20 grudnia 2009 roku w Cieszynie.
Kolejność miejsc zajmowanych przez reprezentantów Czech, Polski i Słowacji w każdej z konkurencji, determinowała wyniki końcowe ich mistrzostw krajowych (2010) w kategorii seniorów. Reprezentanci innych państw mogli brać udział gościnny udział w zawodach.

## Wyniki

### Soliści
| Poz. | Zawodnik          | Nota łączna | SP | SP    | FS | FS     |
| ---- | ----------------- | ----------- | -- | ----- | -- | ------ |
| 1    | Michal Březina    | 223,53      | 1  | 75,05 | 1  | 148,48 |
| 2    | Tomáš Verner      | 203,21      | 2  | 62,39 | 2  | 140,82 |
| 3    | Maciej Cieplucha  | 174,16      | 3  | 54,80 | 3  | 119,36 |
| 4    | Pavel Kaška       | 147,04      | 4  | 48,80 | 4  | 98,24  |
| 5    | Peter Reitmayer   | 136,72      | 7  | 41,55 | 5  | 95,17  |
| 6    | Kamil Białas      | 133,05      | 5  | 45,50 | 6  | 87,55  |
| 7    | Sebastian Iwasaki | 125,93      | 6  | 42,69 | 7  | 83,24  |
| 8    | Sebastian Lofek   | 93,68       | 8  | 36,14 | 8  | 57,54  |

### Solistki
| Poz. | Zawodniczka        | Nota łączna | SP | SP    | FS | FS    |
| ---- | ------------------ | ----------- | -- | ----- | -- | ----- |
| 1    | Ivana Reitmayerová | 122,70      | 1  | 46,06 | 2  | 76,64 |
| 2    | Martina Boček      | 122,36      | 3  | 38,70 | 1  | 83,66 |
| 3    | Ivana Buzková      | 120,27      | 2  | 43,82 | 3  | 76,45 |
| 4    | Alexandra Kunová   | 105,91      | 5  | 36,64 | 6  | 69,27 |
| 5    | Aneta Michałek     | 104,80      | 9  | 32,82 | 4  | 71,98 |
| 6    | Karolína Sýkorová  | 103,99      | 8  | 33,98 | 5  | 70,01 |
| 7    | Nella Simaová      | 103,76      | 4  | 37,24 | 9  | 66,52 |
| 8    | Anna Jurkiewicz    | 101,41      | 6  | 34,80 | 8  | 66,61 |
| 9    | Barbora Švédová    | 101,26      | 7  | 34,20 | 7  | 67,06 |
| 10   | Hana Charyparová   | 90,92       | 10 | 32,72 | 10 | 58,20 |
| 11   | Olga Szelc         | 87,45       | 12 | 31,00 | 11 | 56,45 |
| 12   | Krystyna Klimczak  | 84,15       | 11 | 32,36 | 14 | 51,79 |
| 13   | Nela Havrdová      | 84,05       | 15 | 28,44 | 12 | 55,61 |
| 14   | Ewa Słupianek      | 80,58       | 16 | 26,68 | 13 | 53,90 |
| 15   | Agata Cieplucha    | 76,65       | 14 | 28,74 | 15 | 47,91 |
| 16   | Paulina Turkowska  | 74,81       | 13 | 30,48 | 16 | 44,33 |

### Pary sportowe
| Poz. | Zawodnicy                               | Nota łączna | SP | SP    | FS | FS    |
| ---- | --------------------------------------- | ----------- | -- | ----- | -- | ----- |
| 1    | Stacey Kemp / David King                | 148,81      | 1  | 49,04 | 1  | 99,77 |
| 2    | Joanna Sulej / Mateusz Chruściński      | 136,38      | 2  | 46,18 | 2  | 90,20 |
| 3    | Maria Sergejeva / Ilja Glebov           | 130,07      | 4  | 43,80 | 3  | 86,27 |
| 4    | Elizabeth Harb / Patryk Szałaśny        | 124,50      | 3  | 45,50 | 4  | 79,00 |
| 5    | Magdalena Klatka / Radosław Chruściński | 107,55      | 5  | 38,08 | 6  | 69,47 |
| 6    | Natalia Kaliszek / Michał Kaliszek      | 105,15      | 6  | 35,40 | 5  | 69,75 |
| 7    | Gabriela Čermanová / Martin Hanulák     | 100,52      | 7  | 33,32 | 7  | 67,20 |
| 8    | Magdalena Jaskółka / Piotr Snopek       | 89,14       | 8  | 31,34 | 8  | 57,80 |

### Pary taneczne
Tańcem obowiązkowym było Tango Romantica.
| Poz. | Zawodnicy                            | Nota łączna | CD | CD    | OD | OD    | FD | FD    |
| ---- | ------------------------------------ | ----------- | -- | ----- | -- | ----- | -- | ----- |
| 1    | Kamila Hájková / David Vincour       | 142,37      | 1  | 27,32 | 1  | 44,86 | 1  | 70,19 |
| 2    | Anastasija Wychodcewa / Jan Mościcki | 129,20      | 2  | 26,23 | 2  | 40,63 | 2  | 62,34 |
| 3    | Nikola Višňová / Lukáš Csölley       | 121,56      | 3  | 23,05 | 3  | 39,12 | 3  | 59,39 |

## Medaliści mistrzostw krajowych
| Państwo  | Konkurencja   | Złoto                                | Srebro                           | Brąz                                    |
| -------- | ------------- | ------------------------------------ | -------------------------------- | --------------------------------------- |
| Czechy   | Soliści       | Michal Březina                       | Tomáš Verner                     | Pavel Kaška                             |
| Czechy   | Solistki      | Martina Boček                        | Ivana Buzková                    | Nella Simaová                           |
| Czechy   | Pary sportowe | DNS                                  | DNS                              | DNS                                     |
| Czechy   | Pary taneczne | Kamila Hájková / David Vincour       | DNS                              | DNS                                     |
| Polska   | Soliści       | Maciej Cieplucha                     | Kamil Białas                     | Sebastian Iwasaki                       |
| Polska   | Solistki      | Aneta Michałek                       | Anna Jurkiewicz                  | Olga Szelc                              |
| Polska   | Pary sportowe | Joanna Sulej / Mateusz Chruściński   | Elizabeth Harb / Patryk Szałaśny | Magdalena Klatka / Radosław Chruściński |
| Polska   | Pary taneczne | Anastasija Wychodcewa / Jan Mościcki | DNS                              | DNS                                     |
| Słowacja | Soliści       | Peter Reitmayer                      | DNS                              | DNS                                     |
| Słowacja | Solistki      | Ivana Reitmayerová                   | Alexandra Kunová                 | Karolína Sýkorová                       |
| Słowacja | Pary sportowe | Gabriela Čermanová / Martin Hanulák  | DNS                              | DNS                                     |
| Słowacja | Pary taneczne | Nikola Višňová / Lukáš Csölley       | DNS                              | DNS                                     |